# هاینتس هگر

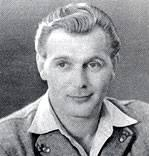
پرتره‌ای از یوزف کوهوت

یوزف کوهوت (۲۴ ژانویه ۱۹۱۵–۱۵ مارس ۱۹۹۴) یک بازماندهٔ اردوگاه کار اجباری نازی‌ها اهل اتریش بود که به خاطر همجنسگراییش زندانی شده بود. او به خاطر کتاب چاپ سال ۱۹۷۲، Die Männer mit dem rosa Winkel (مردانی با مثلث صورتی) که توسط آشنایش هانس نییمان با استفاده از نام مستعار هاینتس هگر نوشته شده‌است که اغلب به اشتباه به کوهوت نسبت داده می‌شود. این کتاب یکی از اندک موارد دست اول دربارهٔ رفتار در برابر همجنس گرایان در زندان‌های نازی است. این ترجمه به چندین زبان ترجمه شده‌است و ویرایش دوم آن در سال ۱۹۹۴ منتشر شده‌است. این اولین روایت یک بازماندهٔ همجنسگرای اردوگاه‌های کار اجباری بود که به انگلیسی ترجمه می‌شد و به عنوان بهترین نیز شناخته شده‌است.
کتاب کوهوت الهام‌بخش نمایشنامه بنت در سال ۱۹۷۹ نگاشته شده توسط مارتین شرمن بود که در سال ۱۹۹۷ از آن فیلم بنت، به کارگردانی سین ماتیاس، ساخته شد.